# QSO B0839+187
QSO B0839+187 أو PKS 0839+187 هوَ نجم زائف يتواجد في كوكبة السرطان، وقد استخدمَ هذا النجم لقياس سرعة الجاذبية في تجارب قياس تداخل مديد القاعدة التي أجراها إدوارد فومالونت وسيرغي كوبيكين في سبتمبر 2002.